# アカククリ
アカククリ（学名:Platax pinnatus）は、マンジュウダイ科に属する魚の一種。西太平洋に分布する。

## 分類・名称
1758年にカール・フォン・リンネによって『自然の体系(英語版)』第10版で  Chaetodon pinnatus として記載された。タイプ産地は東インド諸島に指定された。
種小名は「鰭を持った」という意味で、幼魚の長い背鰭と臀鰭に由来する。和名は赤く縁どられた幼魚の体色に由来する。英名は様々で、longfin batfish、pinnate spadefish、pinnate batfish、pinnatus batfish、dusky batfish、shaded batfish、red-faced batfishなどがある。

## 形態
体長は最大45cm。体は側扁した円形で、背鰭と臀鰭により全体の輪郭は三角形になる。
成魚と幼魚では姿が全く異なる。成魚の体色は銀色で、眼を通る位置、胸鰭を通る位置、尾鰭前部に暗色の帯が入るが、成長とともに薄れる。吻部、腹鰭前部、胸鰭、背鰭上部と臀鰭下部、尾鰭中央部は黄色。背鰭上部、臀鰭下部、尾鰭後部は黒く縁どられる。また同属他種に比べ、成魚は吻部が突出する。口内は黒い。同属のツバメウオとは、腹鰭が黄色いことで見分けられる。幼魚は成長とともに背鰭、臀鰭、腹鰭が伸長する。幼魚の体色は全体的に黒く、頭部、背鰭、尾鰭、臀鰭、腹鰭は橙色で縁どられる。この体色は有毒のヒラムシに擬態していると考えられている。背鰭は5 - 6棘34 - 37軟条から、臀鰭は3棘24 - 28軟条から成る。

## 分布・生態
アンダマン海、ペルシア湾、オーストラリア北部、メラネシア地域、フィリピンなどインドー西太平洋に分布するが、インド洋での記録には疑問がある。日本でも琉球諸島以南でよく見られ、稀に黒潮に乗った個体が本州に到達する。オーストラリアでは北部と西オーストラリア州、東海岸に沿って南はニューサウスウェールズ州まで分布する。

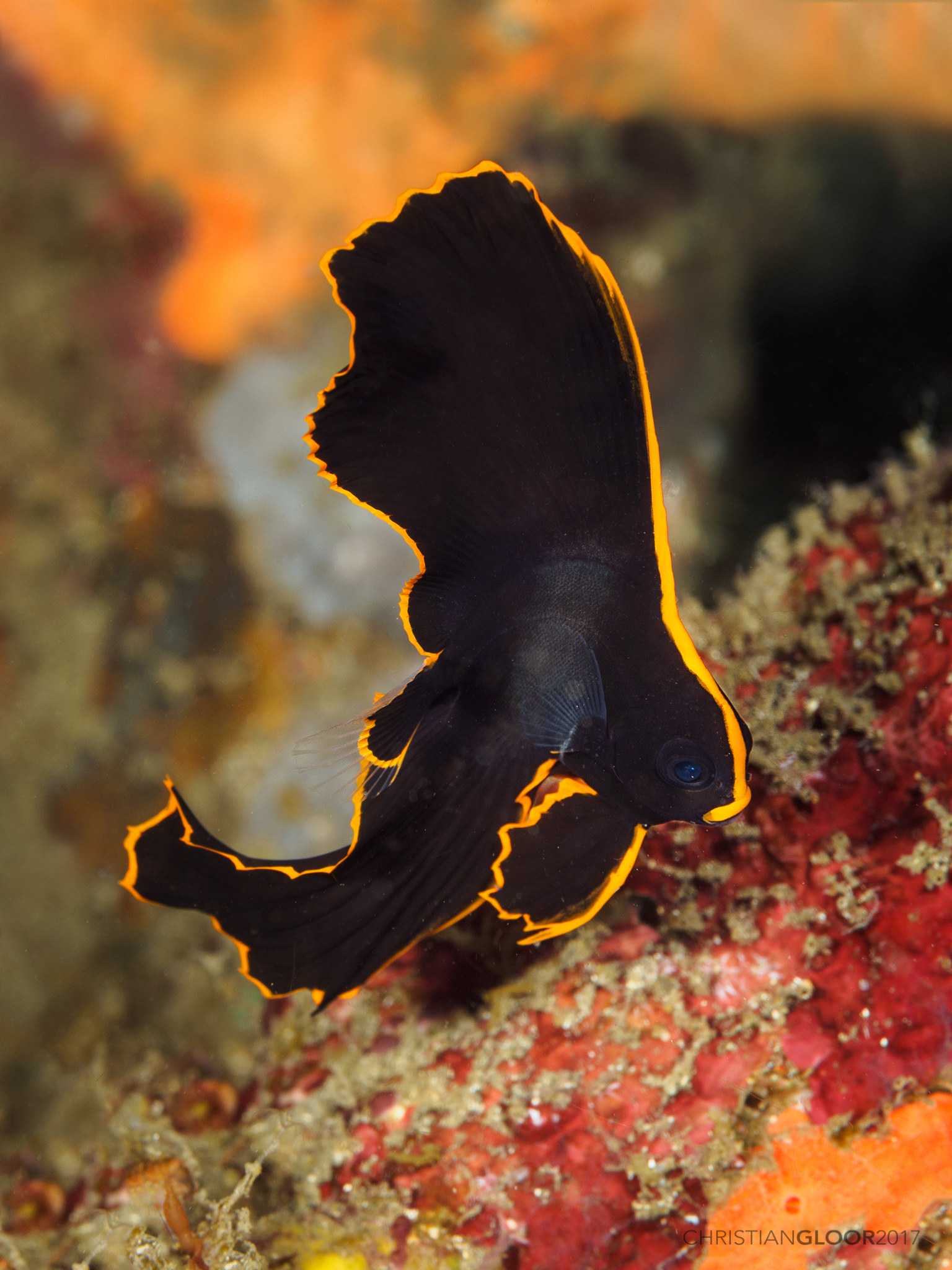
幼魚

単独または数匹で、サンゴ礁の斜面などの水深15-30m域で生活する。稀に大規模な群れを作る。卵生であり、外洋で繁殖する。幼魚はマングローブ林や岩やサンゴの陰で単独で生活する。横向きになって泳ぐことがある。藻類やクラゲ、動物プランクトンを捕食する。グレートバリアリーフでの研究で、本種がサンゴに付着する藻類の増加を抑えていることが明らかになった。

## 人間との関係
釣り、スピアフィッシング、トロール網などで漁獲されるが、あまり利用されない。幼魚は観賞用として販売されるが、飼育は難しい。